# Dunbaria (plante)
Genre
Dunbaria est un genre de plantes à fleurs dicotylédones de la famille des Fabaceae, sous-famille des Faboideae, originaire des régions tropicales d'Asie et d'Australasie, qui comprend  25 espèces acceptées.

## Liste d'espèces
Selon The Plant List (3 octobre 2018) :
- Dunbaria bella Prain
- Dunbaria circinalis (Benth.) Baker
- Dunbaria crinita (Dunn) Maesen
- Dunbaria cumingiana Benth.
- Dunbaria debilis Baker
- Dunbaria ferruginea Wight & Arn.
- Dunbaria flavescens Thuan
- Dunbaria floresiana Maesen
- Dunbaria fusca (Wall.) Kurz
- Dunbaria glabra Thuan
- Dunbaria glandulosa (Dalzell & A.Gibson) Prain
- Dunbaria gracilipes Lace
- Dunbaria henryi Y.C.Wu
- Dunbaria lecomtei Gagnep.
- Dunbaria longicarpa (Thuan) Maesen
- Dunbaria longiracemosa Craib
- Dunbaria nivea Miq.
- Dunbaria parvifolia X.X.Chen
- Dunbaria podocarpa Kurz
- Dunbaria punctata (Wight & Arn.) Benth.
- Dunbaria rubella Miq.
- Dunbaria thorelii Gagnep.
- Dunbaria trichodon (Dunn) Maesen
- Dunbaria truncata (Miq.) Maesen
- Dunbaria villosa (Thunb.) Makino